# Hörja distrikt
Hörja distrikt är ett distrikt i Hässleholms kommun och Skåne län. 
Distriktet ligger nordväst om Hässleholm. 

## Tidigare administrativ tillhörighet
Distriktet inrättades 2016 och utgörs av socknen Hörja i Hässleholms kommun.
Området motsvarar den omfattning Hörja församling hade vid årsskiftet 1999/2000.